# Eagles (album)
Az 1972-es Eagles az Eagles debütáló nagylemeze. A lemez azonnali sikert hozott az együttesnek, platinalemez lett. Három Top 40-es kislemezt hozott a zenekarnak: Take it Easy, Witchy Woman és Peaceful Easy Feeling. Az album fontos szerepet játszott a dél-kaliforniai country rock népszerűsítésében.
2003-ban a Rolling Stone magazin Minden idők 500 legjobb albuma listán a 374. lett. Szerepel az 1001 lemez, amit hallanod kell, mielőtt meghalsz című könyvben. A Take It Easy kislemez tagja a Rock and Roll Hall Of Fame 500 dal, mely megformálta a Rock and Roll-t listájának.

## Az album dalai
| 1. | Take It Easy       | Jackson Browne, Glenn Frey | Frey          | 3:34 |
| 2. | Witchy Woman       | Don Henley, Bernie Leadon  | Henley        | 4:14 |
| 3. | Chug All Night     | Frey                       | Frey          | 3:18 |
| 4. | Most of Us Are Sad | Frey                       | Randy Meisner | 3:38 |
| 5. | Nightingale        | Browne                     | Henley        | 4:08 |

| 1. | Train Leaves Here This Morning | Gene Clark, Leadon | Leadon  | 4:13 |
| 2. | Take the Devil                 | Randy Meisner      | Meisner | 4:04 |
| 3. | Earlybird                      | Leadon, Meisner    | Leadon  | 3:03 |
| 4. | Peaceful Easy Feeling          | Jack Tempchin      | Frey    | 4:20 |
| 5. | Tryin'                         | Meisner            | Meisner | 2:54 |

## Helyezések

### Album
| Év   | Lista                | Helyezés |
| ---- | -------------------- | -------- |
| 1972 | Billboard Pop Albums | 22       |

### Kislemezek
| Év   | Kislemez              | Lista                 | Helyezés |
| ---- | --------------------- | --------------------- | -------- |
| 1972 | Take It Easy          | Billboard Pop Singles | 12       |
| 1972 | Witchy Woman          | Billboard Pop Singles | 9        |
| 1973 | Peaceful Easy Feeling | Billboard Pop Singles | 22       |

## Közreműködők
- Glenn Frey – ritmusgitár, slide gitár, szájharmonika, billentyűk, ének
- Don Henley – dob, gitár, ének
- Bernie Leadon – szólógitár, mandolin, bendzsó, ének
- Randy Meisner – basszusgitár, gitár, ének